# Тетраплатинагафний
Тетраплатинагафний — бинарное неорганическое соединение, интерметаллид
платины и гафния
с формулой HfPt4,
кристаллы.

## Получение
- Сплавление стехиометрических количеств чистых веществ:

{\displaystyle {\mathsf {4Pt+Hf\ {\xrightarrow {2100^{o}C}}\ HfPt_{4}}}}

## Физические свойства
Тетраплатинагафний образует кристаллы кубической сингонии (примитивная решётка), пространственная группа P m3m, параметры ячейки a = 0,39796 нм, Z = 1,
структура типа тримедьзолота AuCu3
.
Соединение образуется по перитектической реакции при температуре 2100 °C
и имеет большую область гомогенности 15÷23 ат.% гафния.